# Bajánsenye
Bajánsenye é um município da Hungria, situado no condado de Vas. Tem 21,85 km² de área e sua população em 2015 foi estimada em 487 habitantes.